# Ульпіано Чека
Ульпіано Чека  (ісп. Ulpiano Fernández-Checa y Sanz 3 квітня, 1860, Кольменар де Ореха біля Мадриду, Іспанія — 5 січня, 1916, Дакс, Франція) — іспанський художник,скульптор, майстер плакату, художник книги. Малював портрети, жанрові, історичні картини, пейзажі.

## Життєпис
В 13 років виявив художні здібності. Його сусід, бажаючи допомогти підлітку, допоміг з грошима та після консультацій з художником Луїсом Таверас в Мадриді, надали хлопцю матеріальну підтримку заради художнього навчання в столиці.
У 1873 р. він став учнем Школи красних мистецтв Сан Фернандо в Мадриді. Серед його вчителів — Мануель Домінгес, Алехандро Феррант, Федеріко Мадрасо. Мануель Домінгес залучив здібного студента до декоративних робіт в палаці Лінарес, допомагав він і в оздобах базиліки Сан Франциско ель Гранде. Ці замови були найзначнішими в остатті десятиліття 19 ст. в Мадриді, бо Іспанія перебувала в кризі і значних замов художникам не передбачалося.
У 1881 р. до ювілею з нагоди 200-річчя Педро Кальдерона (1600—1681), іспанського драматурга XVII ст., Ульпіано Чека отимав першу замову на ілюстрації до журналу.
У 1884 р. Ульпіано Чека отримав право на пенсіонерську подорож до Італії за успіхи в навчанні. Удосконалював свою майстерність в Римі. Створену тоді картину «Викрадення Прозерпіни» подав на виставку в Париж.
З 1889 р. оселився в Парижі, розуміючи, що місто — культурна столиця Європи і має значущі можливості для розвитку, чого не мав на той час навіть столичний Мадрид. В Парижі зустрів дівчину з багатої родини в Аргентині і узяв з нею шлюб у 1890 р. Кохався у конях, що були частими героями його картин та скульптур. Знав досягнення Французького імпресіонізму, але використовував їх знахідки дуже обмежено і, головним чином, у власних пейзажах.
у 1890 р. отримав визнання на виставці в Паризькому салоні, де за картину «Змагання на колісницях» йому присудили третю премію. Почав брати участь у виставках у містах Франції та Європи — Ліон, Руан, Бордо, Монте-Карло, в містах Бельгії, Іспанії, Німеччини. Посилав власні твори і на виставки в Латинську Америку і північну Африку, що забезпечило митцю міжнародну відомість.
У 1894 р.  уряд Франції нагородив його Орденом Почесного легіону. Його не забули в Іспанії і прислали орден імені короля Карлоса ІІІ.

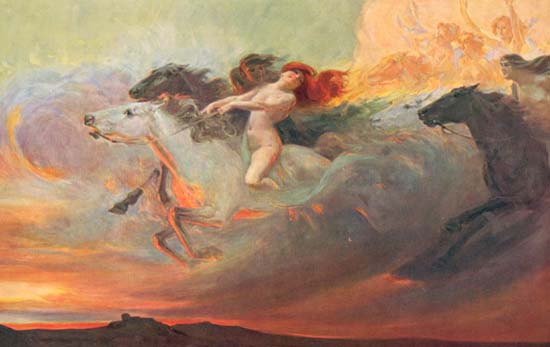
Ульпіано Чека. Сутінки

У 1900 р. за картини отримав золоту медаль на Всесвітній виставці в Парижі. У 1902 р. брав участь в Першій виставці іспанських художників, що працювали у Франції. Відбув у Латинську Америку( Аргентина та Уругвай), де розвідав можливості тамтешнього художнього ринку з метою покращення власного матеріального стану. Подав на виставки в Галереї Монтевідео, Буенос-Айреса свої картини з метою продажу, виступаючи як бізнесмен.
Серед замовників Ульпіано Чека — багатії з України — Богдан та Варвара Ханенки. Художник виконав портрет Варвари Ханенко. Пейзаж «Прогулянка після дощу» в стилістиці салонного мистецтва, не позбавлений віртуозного виконання, досі зберігає Музей мистецтв імені Богдана та Варвари Ханенків.

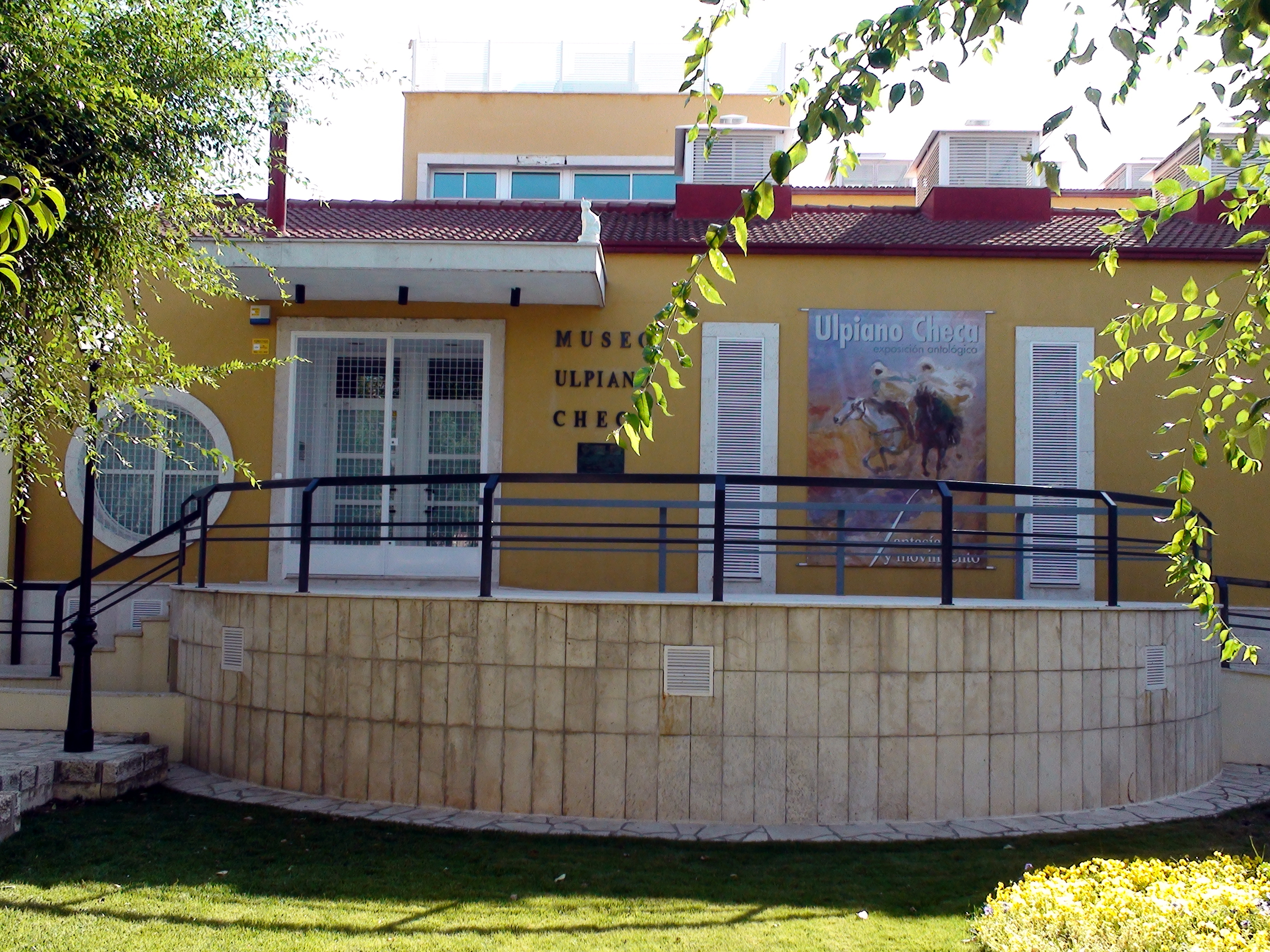
Музей Ульпіано Чека

Як більшість художників Франції, відвідував Алжир з метою розширення художніх вражень та сюжетів власних картин. В цей період виявилася хвороба нирок. З початком Першої світової війни перебрався на води для лікування. Погіршення стану відбулося в часи перебування в містечку Дакс, де він і помер у січні 1916 р.
Художник пам'ятав про своє іспанське походження і заповідав поховати себе на батьківщині. Його поховали в Мадриді.
В XX столітті створено музей Ульпіано Чека.

## Декотрі скульптури
- «Змагання на колісницях в Стародавньму Римі»

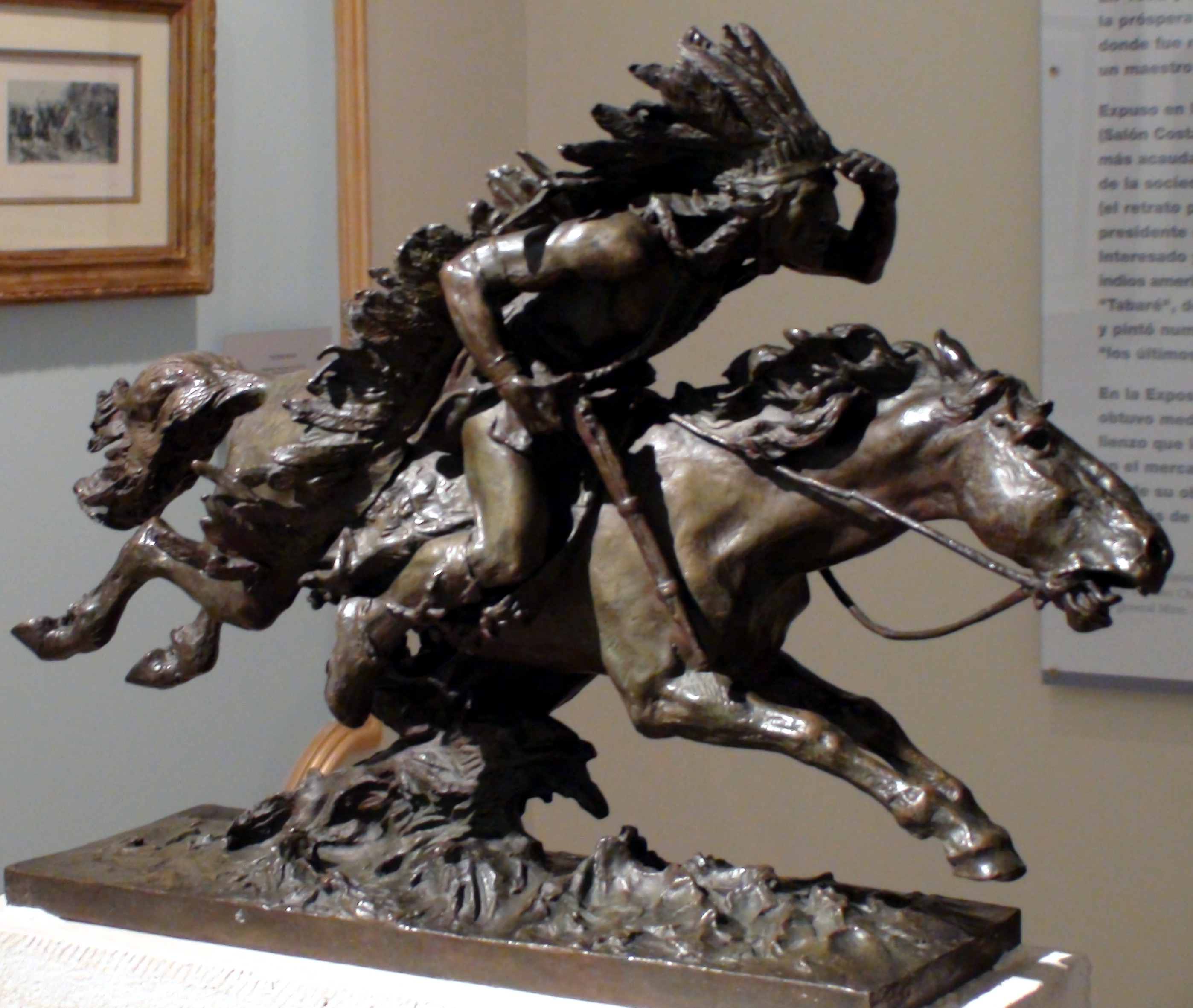
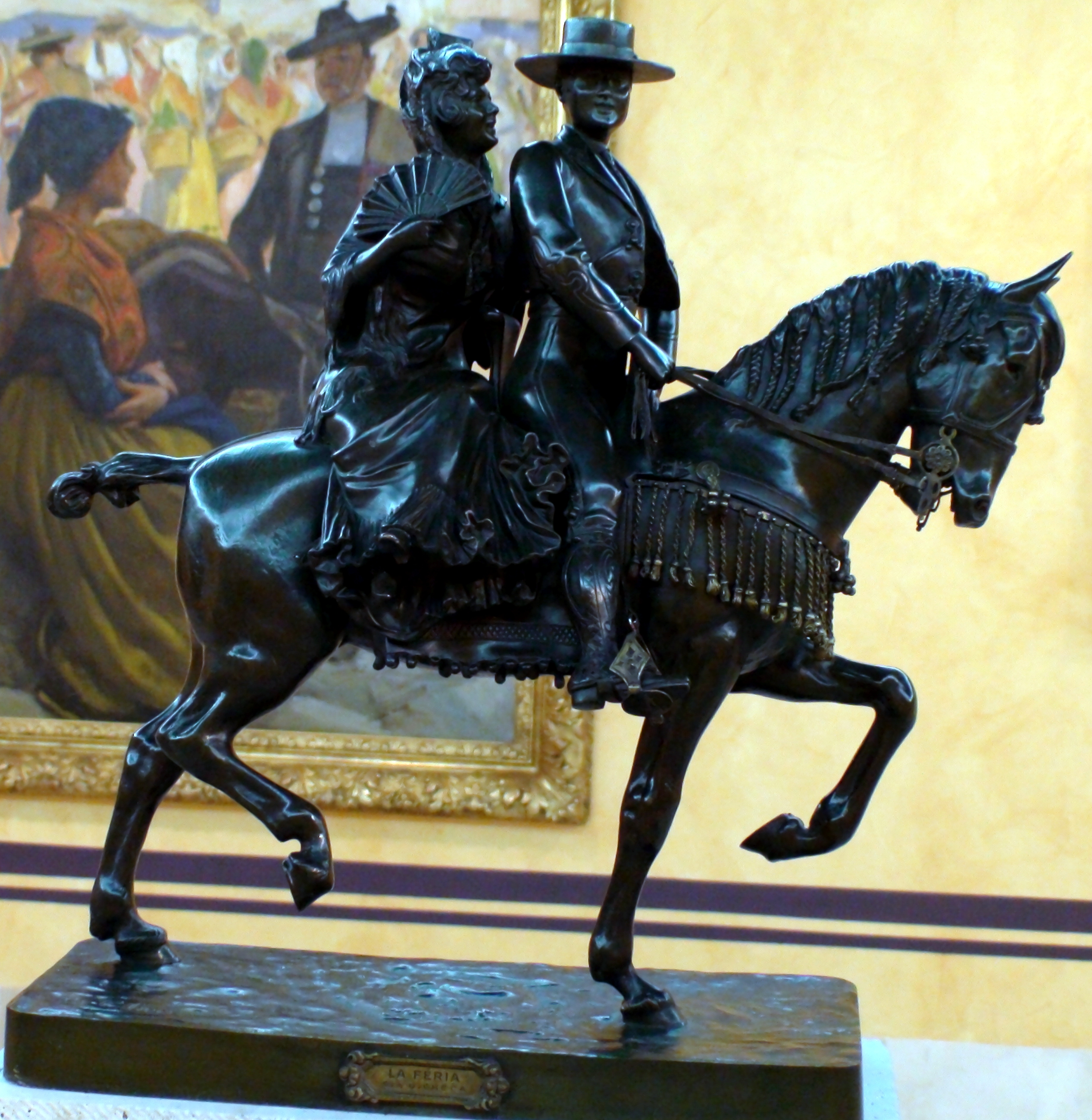
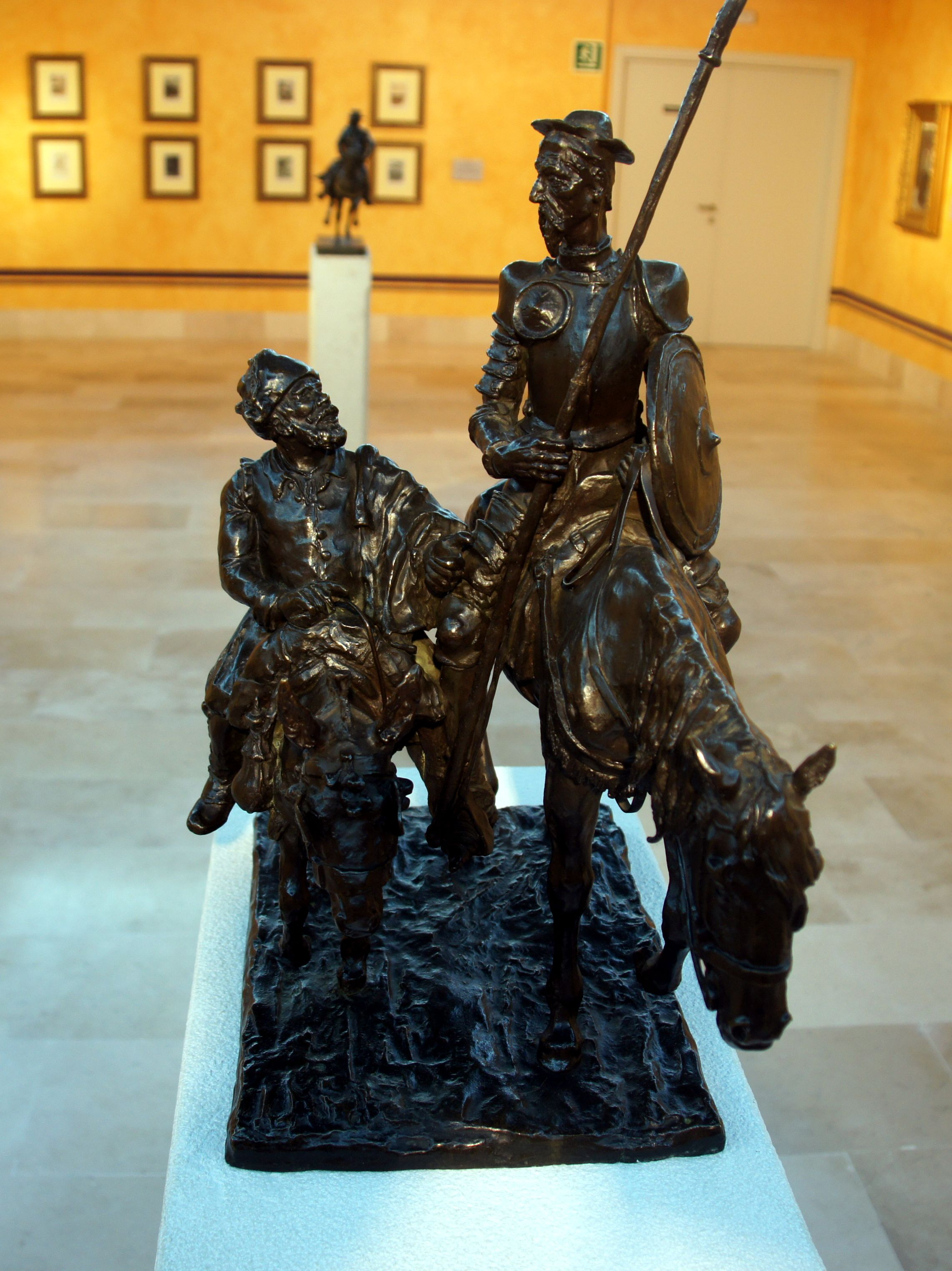

- «Великий князь Миколай верхи»
- «Два коня в колісниці»
- «Американський індіанець верхи»
- «Дон кіхот і Санчо Панса»

## Перелік картин (неповний)

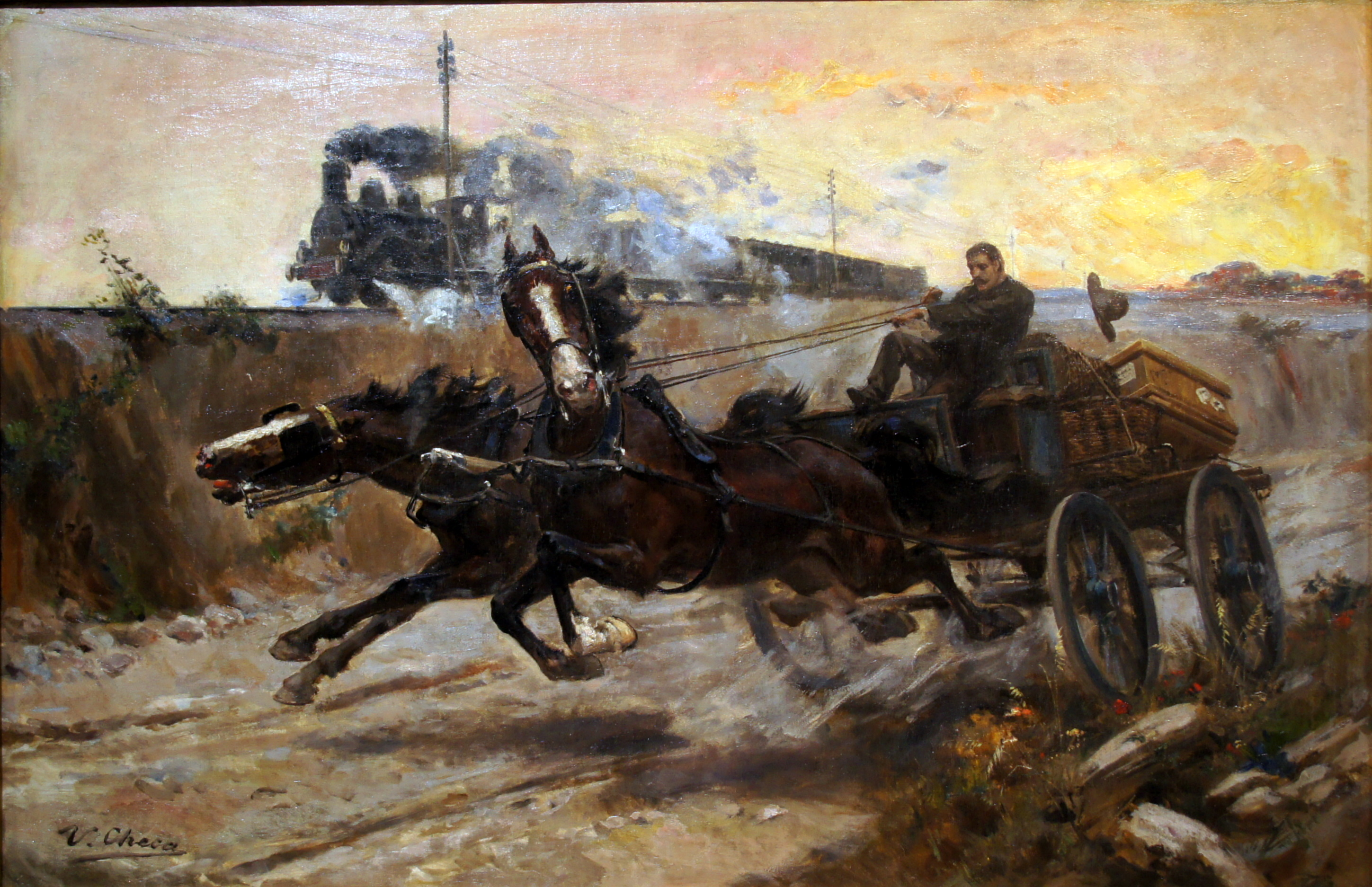
Ульпіано Чека. «Небезпечне змагання живого з механічним »

- «Голова молодика»
- «Нума та німфа Егерія»
- «Загарбники варвари»
- «Портретантоніо Медрано»
- «Вулична сценка в Парижі »
- «Вакханалія»
- «Маноло»
- «Напування коня»
- «Париж. Омнібус у дощовий день»
- «Поле Ватерлоо»
- «Карнавал»
- «Викрадення Прозерпіни»
- «Канал. Венеція»
- «Мазепа»
- «Алжир. Три жінки»
- «Сутінки»
- «Пляс де ля Конкорд»
- «Вершник»
- «Дощовий день»
- «Старий»
- «Після опери»
- «Серенада»
- «Фантазія»

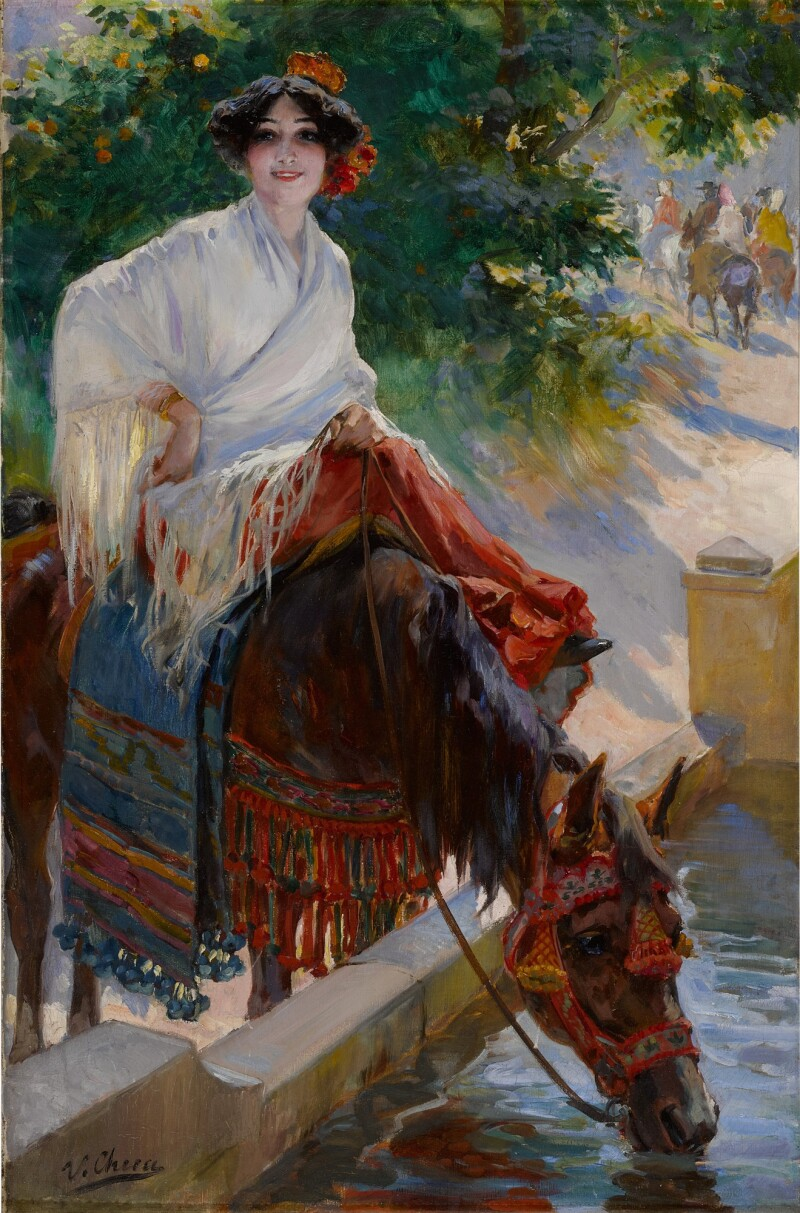
Ульпіано Чека. «Напування коня»

- «Небезпечне змагання живого з механічним »
- «Феліпе та Кармен Чека, діти худжника»

## Галерея

### Пейзажі

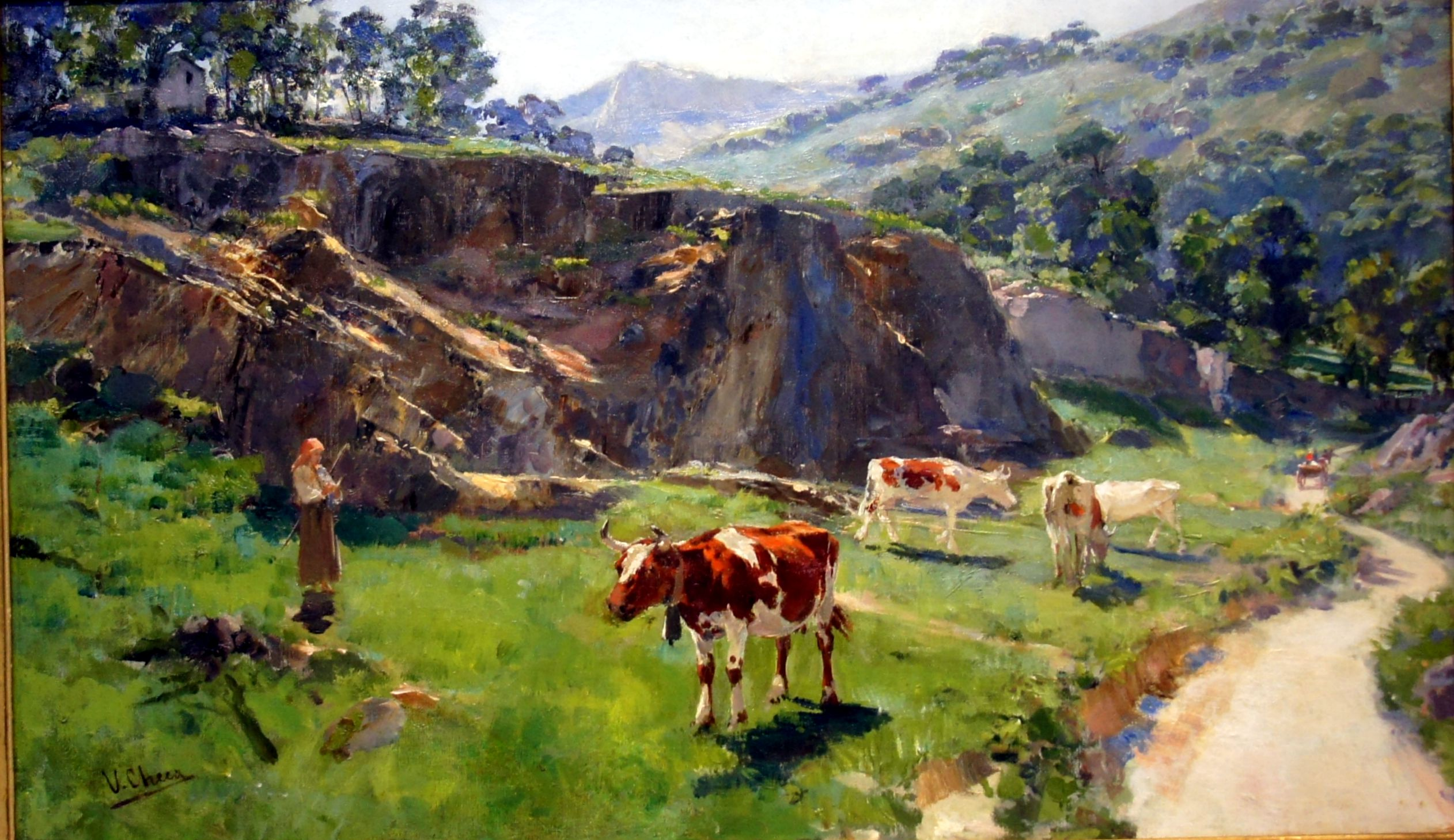
Ульпіано Чека. «Корови на пасовиську»
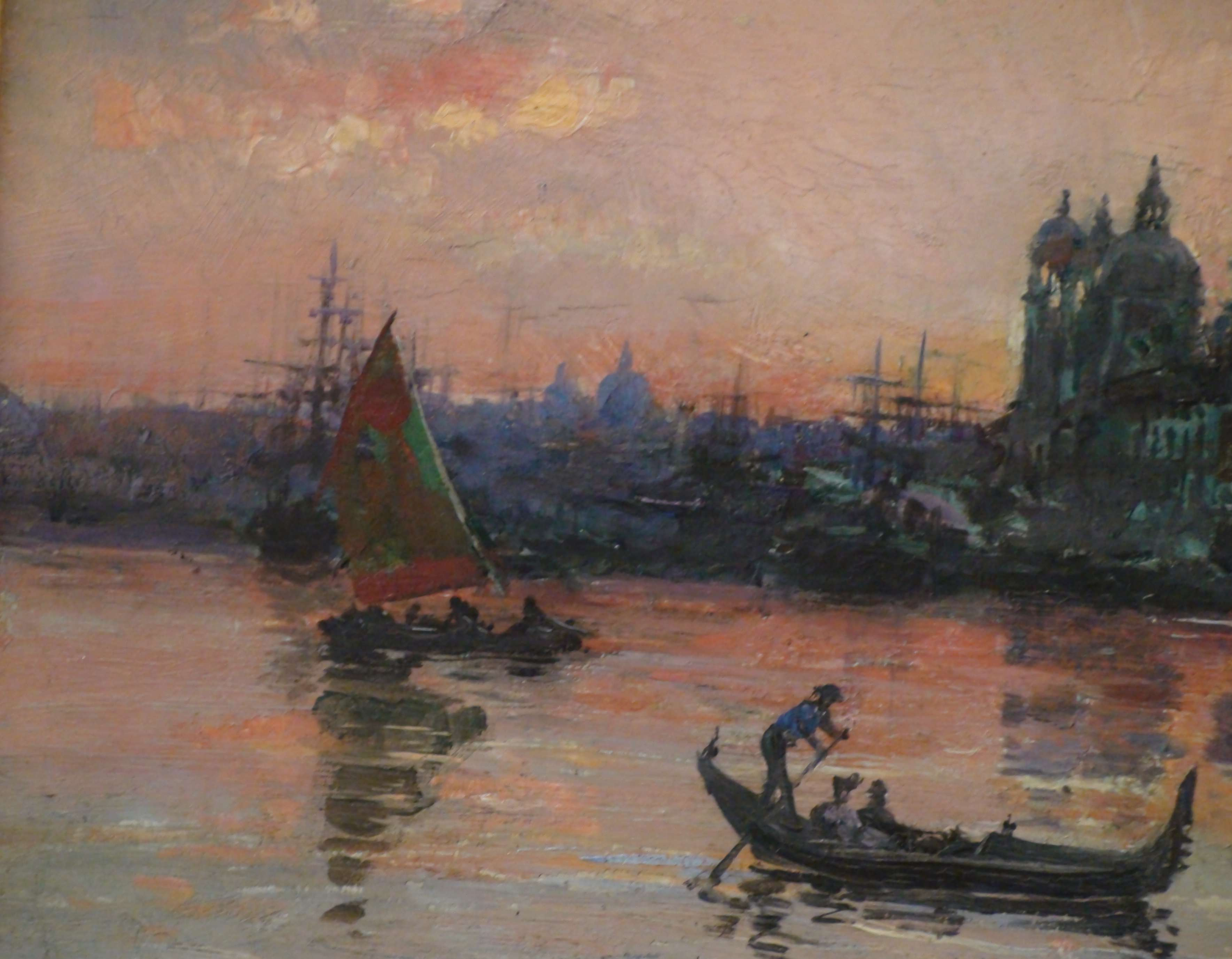
Ульпіано Чека.  «Венеція»
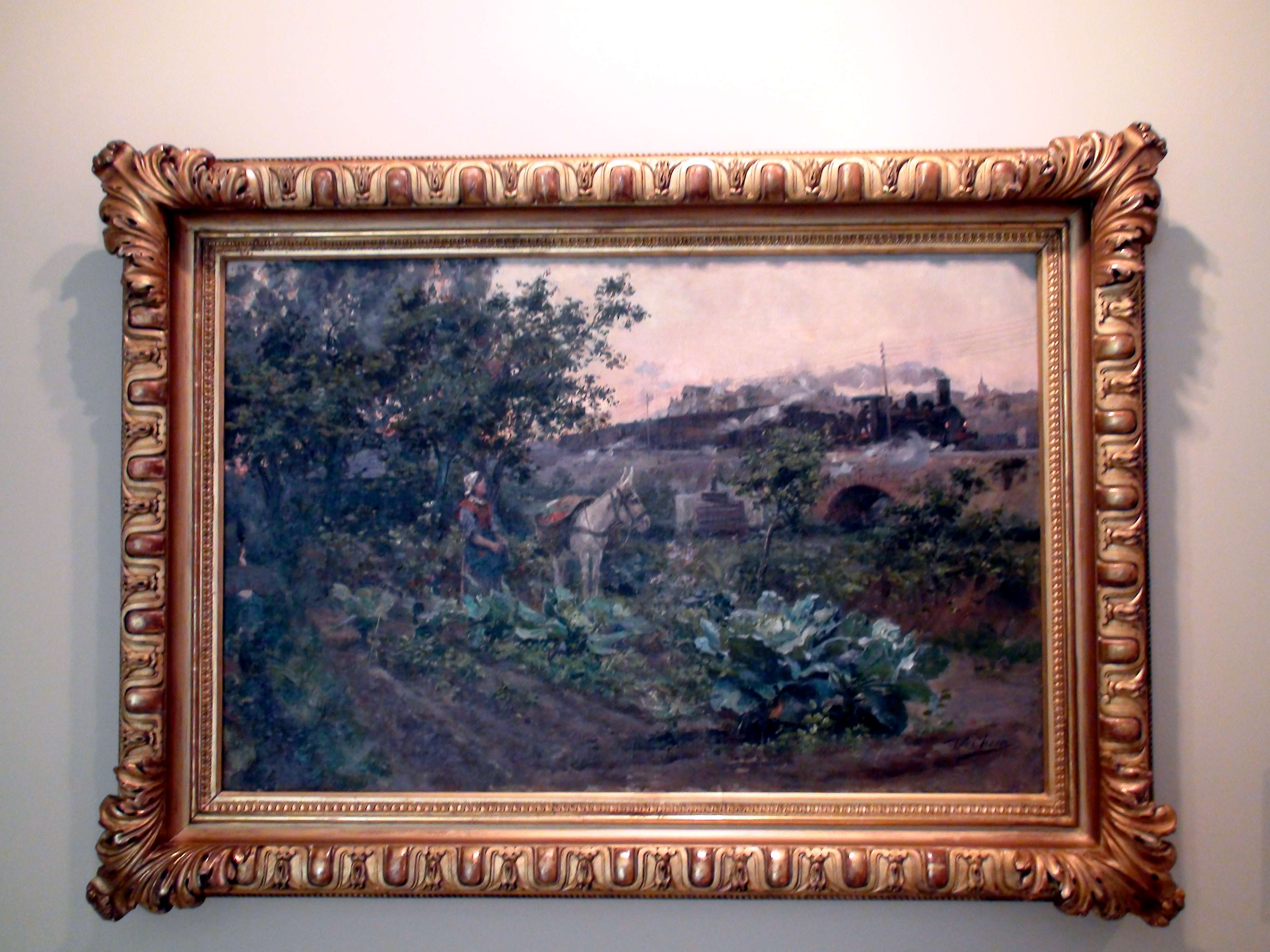
Ульпіано Чека. « Потяг »
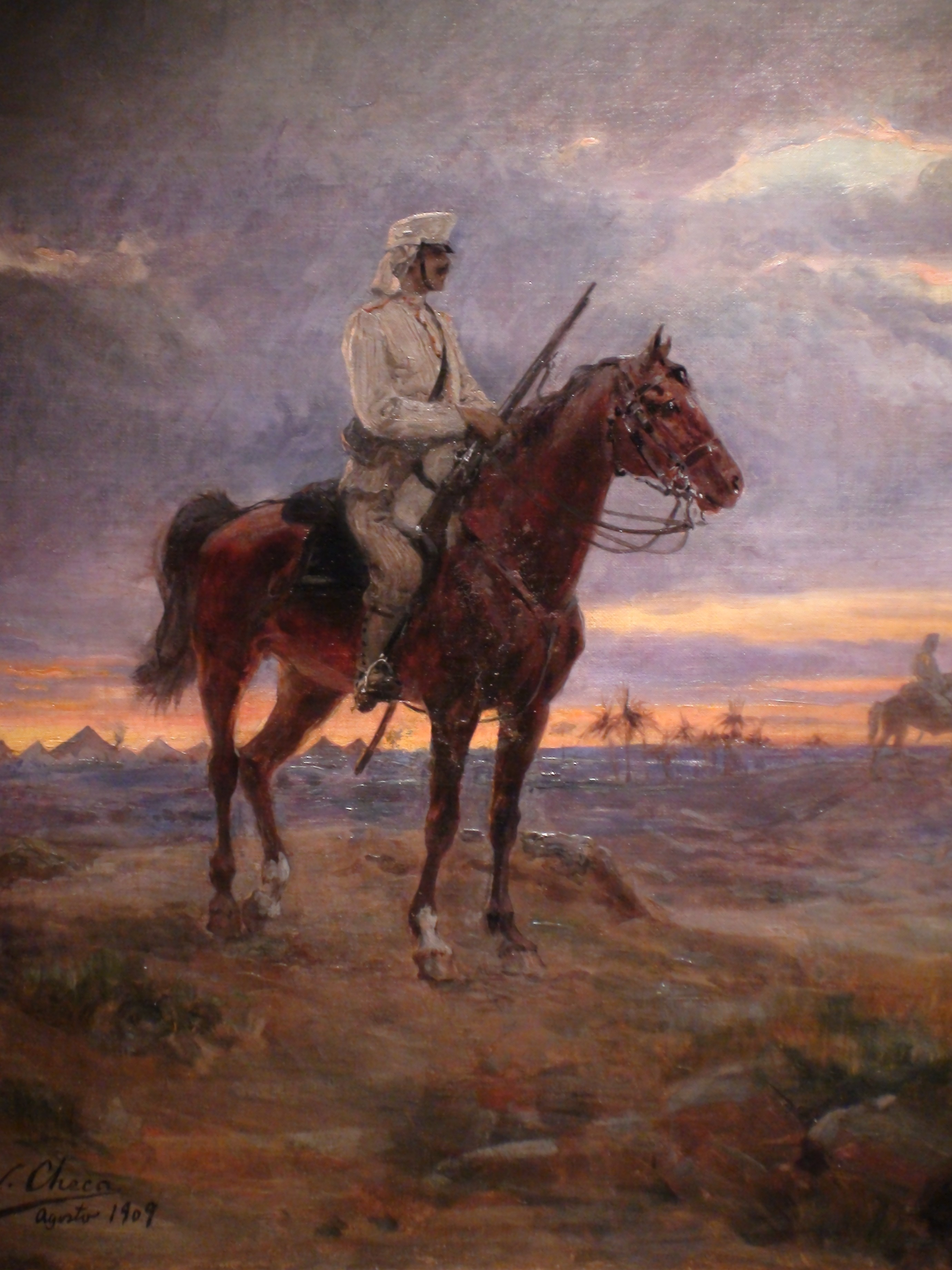
Ульпіано Чека. «Вершник»
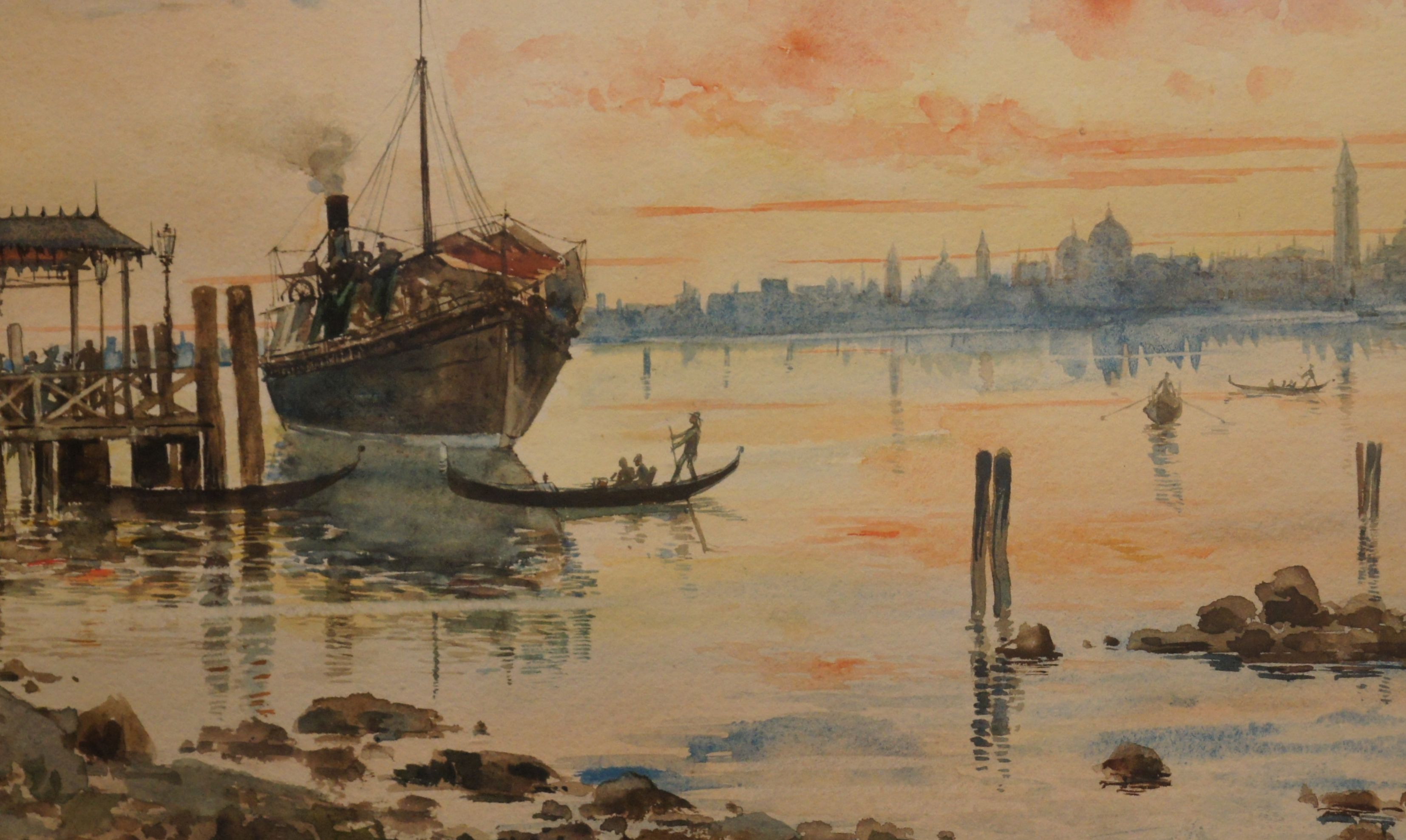
Ульпіано Чека. «Передмістя Венеції», акварель

### Портрет

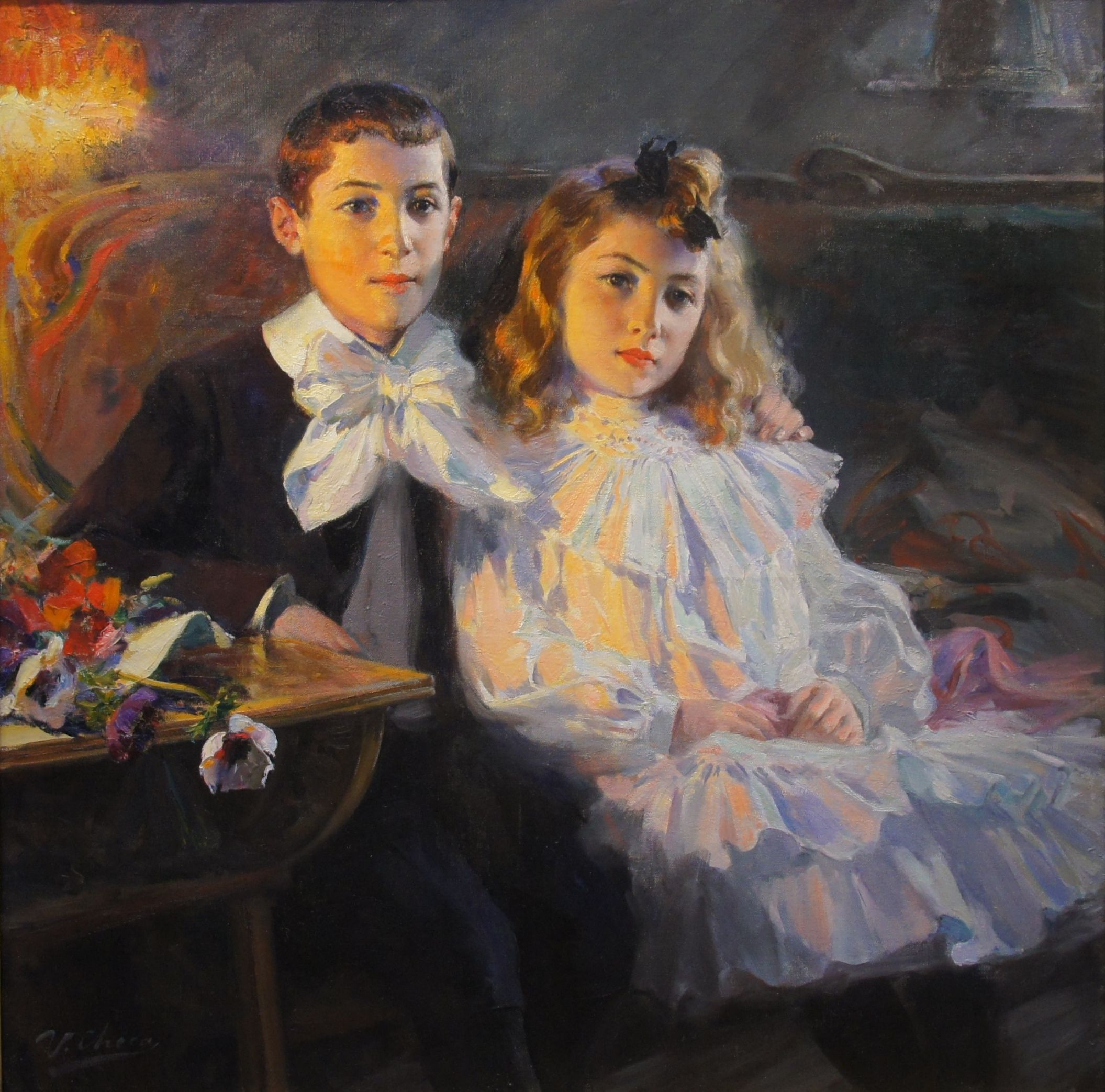
Ульпіано Чека. «Феліпе та Кармен Чека, діти художника»
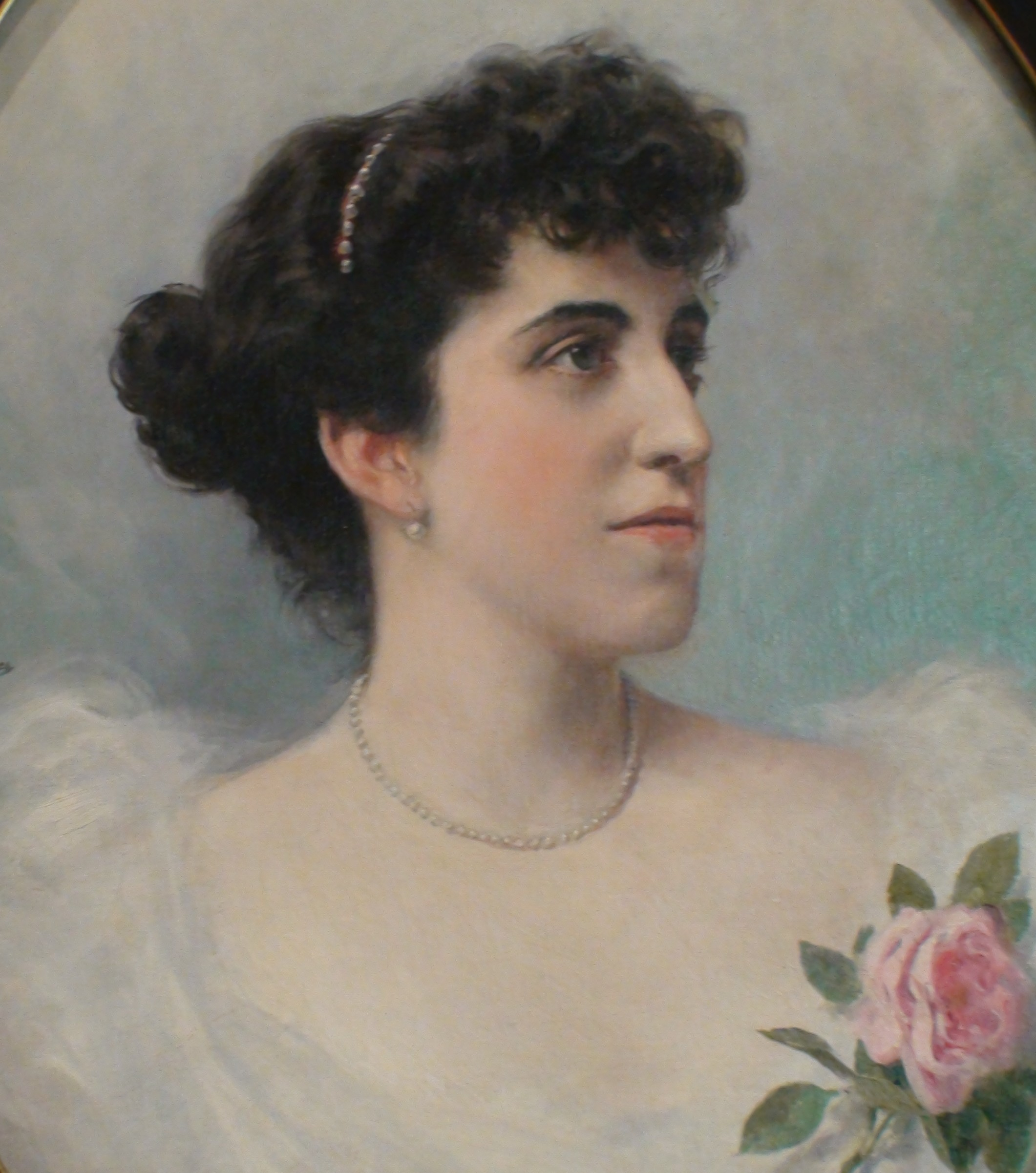
Ульпіано Чека.«Невідома пані з трояндою»
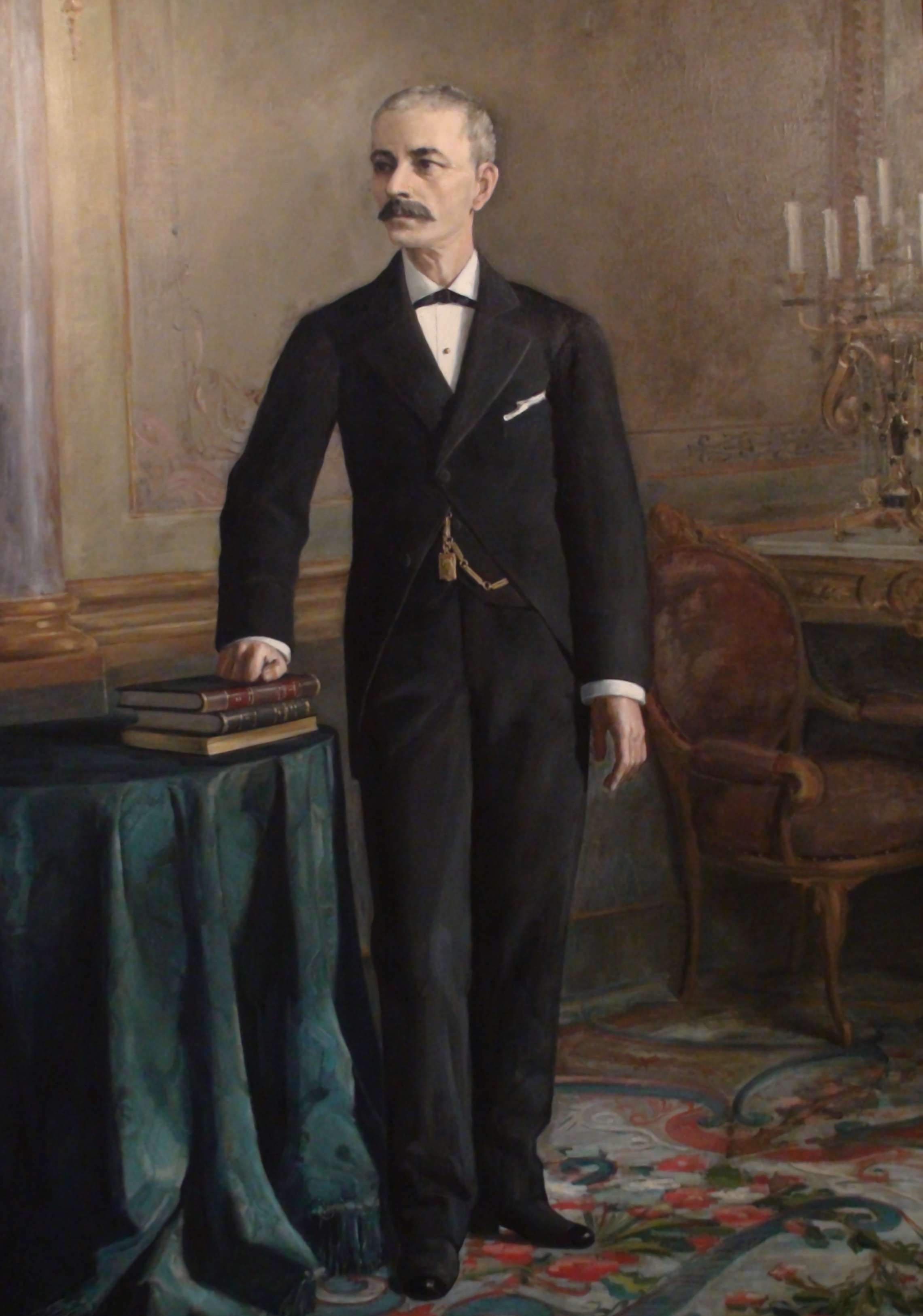
Ульпіано Чека. «Дон Хосе Бальєстер»
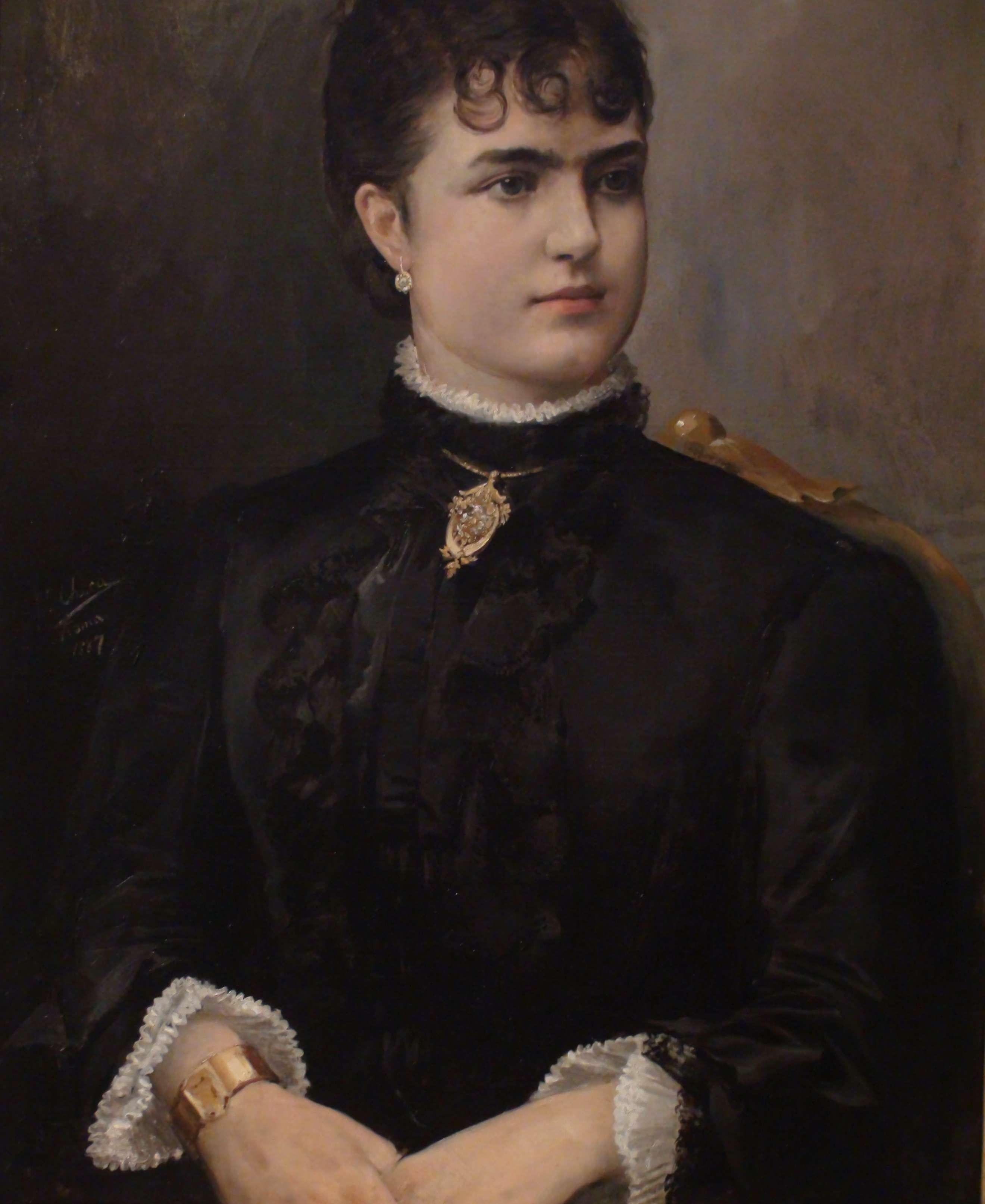
Ульпіано Чека. «Сеньйора Кастельянос»
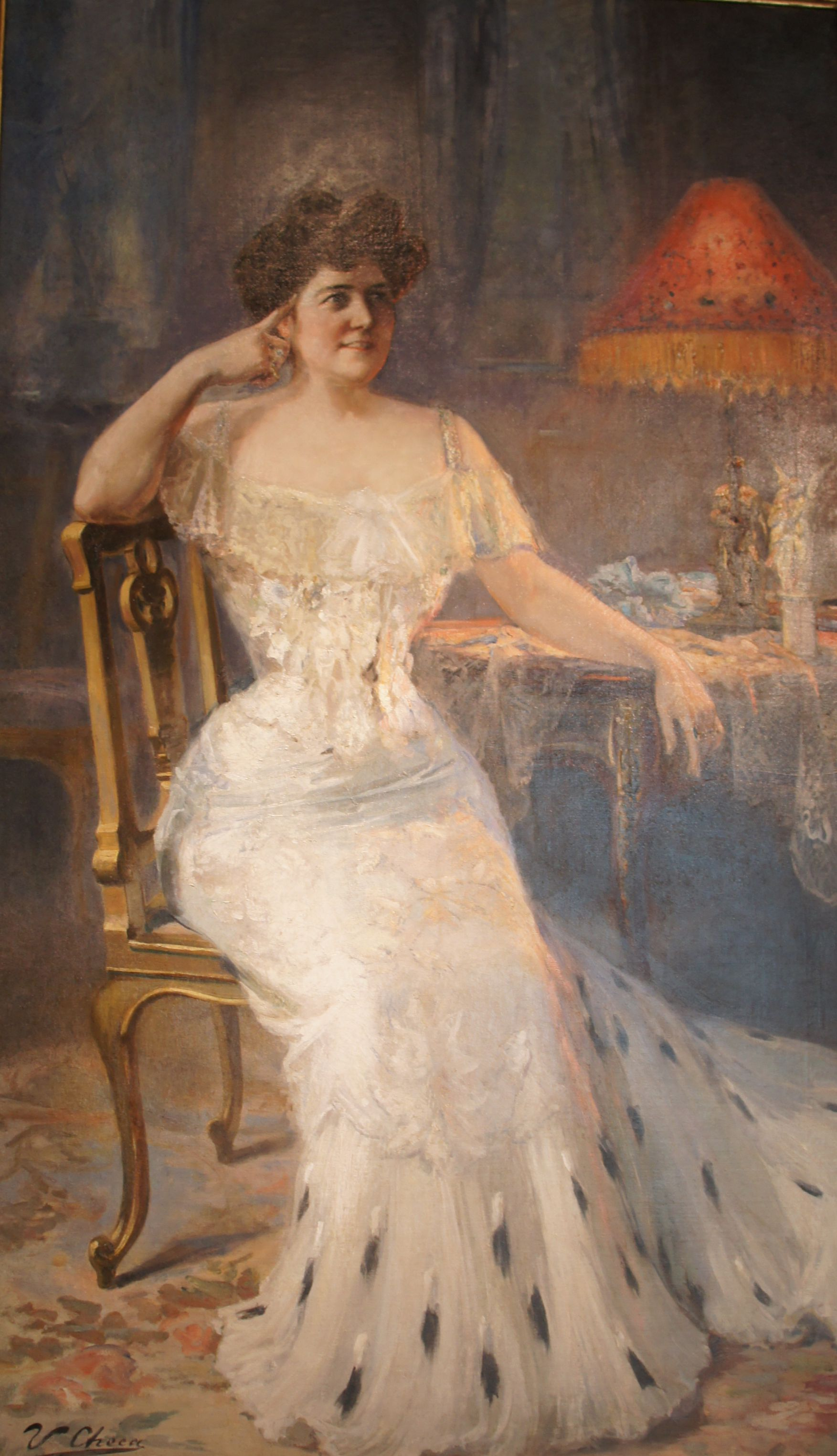
Ульпіано Чека.«Сеньйора Луро ді Сансінена»